# بيدرو كايكو
بيدرو كايكو (مواليد 1932) هو سبّاح فلبيني، مثّل بلاده في الألعاب الأولمبية الصيفية 1956.

## روابط خارجية
بيدرو كايكو على موقع أوليمبيديا (الإنجليزية)